# جوان ويلر
جوان ويلر (بالإنجليزية: Joan Wheeler)‏ هي تاجرة أعمال فنية وممثلة أمريكية، ولدت في 8 يناير 1913 في بالو ألتو في الولايات المتحدة، وتوفيت في 20 ديسمبر 2001 في لوس أنجلوس في الولايات المتحدة.

## وصلات خارجية
- جوان ويلر على موقع IMDb (الإنجليزية)
- جوان ويلر على موقع قاعدة بيانات برودواي على الإنترنت (الإنجليزية)